# Rabotniczesko deło

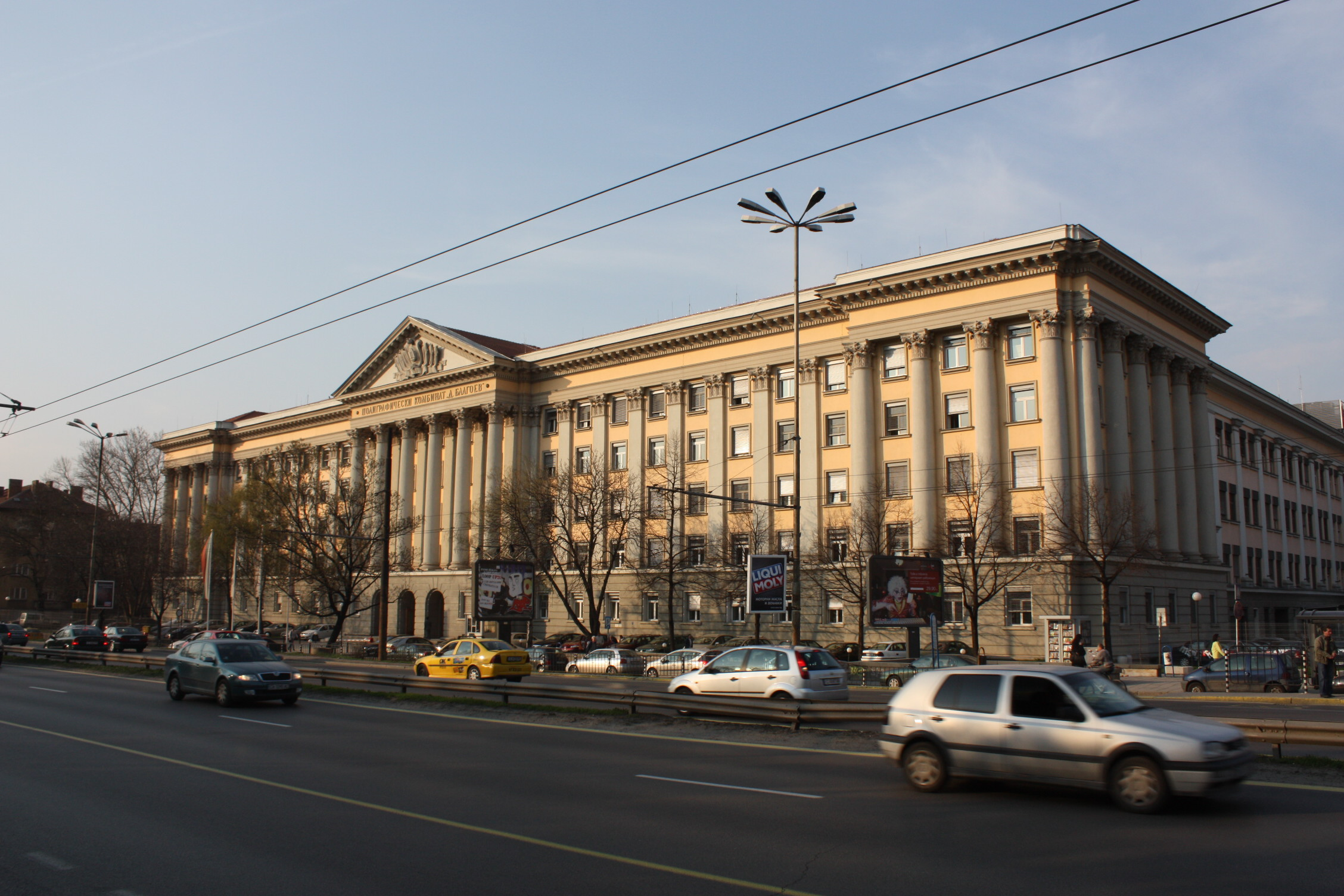
Była siedziba redakcji Rabotniczesko deła w Sofii przy Lenina 47 (1966)

Rabotniczesko deło (bułg. Работническо дело) – bułgarski dziennik komunistyczny wydawany w latach 1927–1990 w Sofii, oficjalny organ Komitetu Centralnego Bułgarskiej Partii Komunistycznej.

## Historia
Pierwszy numer gazety Rabotniczesko deło ukazał się 5 marca 1927. Gazeta była następcą powstałej w 1897 gazety Rabotniczeski westnik, będącej organem prasowym Bułgarskiej Robotniczej Partia Socjaldemokratycznej (tesniaków).
Do 1929 gazeta ukazywała się 1–3 razy w tygodniu, potem stała się dziennikiem. W kolejnych latach druk numerów był wielokrotnie przerywany przez cenzurę.
Po przewrocie wojskowym 19 maja 1934 Bułgarska Partia Robotnicza (komunistów) i gazeta zostały zdelegalizowane. Delegalizacja została zniesiona 9 września 1944. Od 1938 pod gazeta ukazywała się pod nazwą Rabotniczeski westnik. W 1939 stała się centralnym organem BRP (k). Podczas drugiej wojny światowej była głównym organem prasowym komunistycznego ruchu oporu w Bułgarii. Za jej nielegalną publikację skazano na karę więzienia 36 redaktorów gazety.
Po wyzwoleniu w 1944 gazeta stała się oficjalnym organem BPK.
Publikację gazety zakończono w 1990. Jej tradycje kontynuuje od tegoż roku gazeta Duma. 

## Naczelni redaktorzy
- 1944 – Krym Kuljakow (Крум Кюлявков)
- 1944–1945 – Dimitr Ganew (Димитър Ганев)
- 1945–1949 – Władimir Poptomow (Владимир Поптомов)
- 1950–1953 – Atanas Stojkow (Атанас Стойков)
- 1953–1954 – Dimitr Delijski (Димитър Делийски)
- 1954–1956 – Enczo Stajkow (Енчо Стайков)
- 1958–1976 – Georgi Bokow (Георги Боков)
- 1976–1977 – Petr Djulgerow (Петър Дюлгеров)
- 1977–1987 – Jordan Jotow (Йордан Йотов)
- 1987–1990 – Radosław Radew (Радослав Радев)

## Siedziba
Siedziba Rabotniczesko deła mieściła się w Sofii przy bulwarze Lenina (Булевард “Ленин”) 47, obecnie Carigradsko szose (Цариградско шосе).